# UTC−06:00

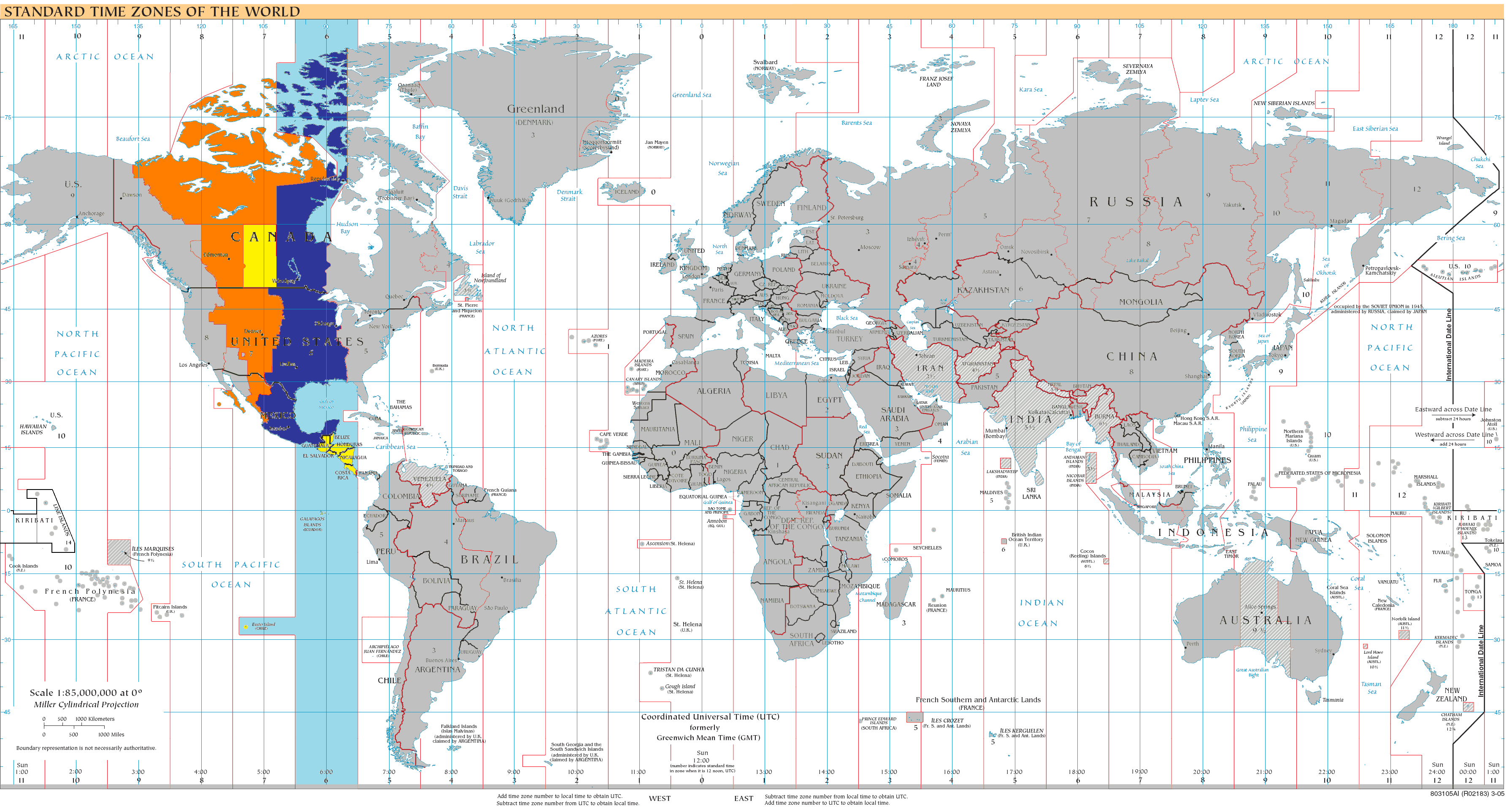
území, kde čas UTC-6 platí celoročně
území, kde čas UTC-6 platí sezónně v zimním období
území, kde čas UTC-6 platí sezónně v letním období
území, kde čas UTC-6 neplatí
mořské plochy spadající do pásma UTC-6
mořské plochy nespadající do pásma UTC-6
Poznámka: Stav k roku 2008

UTC−06:00 je zkratka a identifikátor časového posunu o -6 hodin oproti koordinovanému světovému času. Tato zkratka je všeobecně užívána.
Existují i jiné zápisy se stejným významem:
- UTC-6 — zjednodušený zápis odvozený od základního[1]
- S — jednopísmenné označení používané námořníky, které lze pomocí hláskovací tabulky převést na jednoslovný název (Sierra).[2]

Zkratka se často chápe ve významu časového pásma s tímto časovým posunem. Odpovídajícím řídícím poledníkem je pro tento čas 90° západní délky, čemuž odpovídá teoretický rozsah pásma mezi 82°30′ a 97°30′ západní délky.

## Jiná pojmenování
| zkratka | česky                    | anglicky                    | poznámka                                                             | odkaz |
| CST     | centrální standardní čas | Central Standard Time       | viz časová pásma v Kanadě, časová pásma v Mexiku, časová pásma v USA | [ 4 ] |
| EAST    | -                        | Easter Island Standard Time | viz časová pásma v Chile                                             | [ 5 ] |
| GALT    | -                        | Galapagos Time              | viz časová pásma v Ekvádoru                                          | [ 6 ] |
| MDT     | horský letní čas         | Mountain Daylight Time      | viz časová pásma v Kanadě, časová pásma v Mexiku, časová pásma v USA | [ 7 ] |

## Úředně stanovený čas
Čas UTC−06:00 je používán na následujících územích, přičemž standardním časem se míní čas definovaný na daném území jako základní, od jehož definice se odvíjí sezónní změna času.

### Celoročně platný čas
- Belize — standardní čas platný v tomto státě
- Galapágy (Ekvádor) — standardní čas platný na tomto souostroví
- Guatemala — standardní čas platný v tomto státě
- Honduras — standardní čas platný v tomto státě
- Kanada — standardní čas platný na části území (Saskatchewan[p 5])
- Kostarika — standardní čas platný v tomto státě
- Mexiko — standardní čas platný na většině území[p 6]
- Nikaragua — standardní čas platný v tomto státě
- Salvador — standardní čas platný v tomto státě

### Sezónně platný čas
- Chile — zimní čas platný[p 7] na části území (provincie Velikonočního ostrova)
- Kanada — standardní čas platný[p 8] na části území (Manitoba, část teritoria Nunavut[p 9] a menší část provincie Ontario[p 10])
- Kanada — letní čas platný[p 8] na části území (Alberta, Severozápadní teritoria, část teritoria Nunavut[p 11] a nepatrná část Saskatchewanu[p 12]) posunutý o hodinu oproti standardnímu času
- Mexiko — standardní čas platný[p 13] na části území (22 obcí podél hranice s USA ve státech Coahuila, Nuevo León, Tamaulipas)
- Spojené státy americké — standardní čas platný[p 14] na části území
- Spojené státy americké — letní čas platný[p 14] na části území posunutý o hodinu oproti standardnímu času

## Neoficiální čas
V Kanadě se kromě zákonem stanovených území užívá tento čas v létě na východě Britské Kolumbie v krajích Východní Kootenay (Regional District of East Kootenay), části krajů Columbia-Shuswap (Columbia-Shuswap Regional District) a Střední Kootenay (Regional District of Central Kootenay) s výjimkou města Creston. V zimě ho používají Miškígogamangové, kteří nedělí svoji rezervaci původních národů u Velkého pstružího jezera (Big Trout Lake) 90. poledníkem a používají jednotně regulaci času pro území západně od něj.
Odchylně od regulace se tento čas nepoužívá v okolí městeček Atikokan a Pickle Lake a v okolí obcí Shebandowan a Upsala (Ontario).